# محوطه شمس‌آباد ۱۵
محوطه شمس‌آباد ۱۵ مربوط به دوران پیش از تاریخ ایران باستان هزاره سوم قبل از میلاد است و در شهرستان ایرانشهر، بخش بمپور، دهستان بمپور غربی، روستای شمس‌آباد، ۱۵۰۰م شمال شرق روستای شمس‌آباد واقع شده و این اثر در تاریخ ۲۶ اسفند ۱۳۸۷ با شمارهٔ ثبت ۲۵۸۸۱ به‌عنوان یکی از آثار ملی ایران به ثبت رسیده است.